# Comesperma griffinii
Comesperma griffinii là một loài thực vật có hoa trong họ Polygalaceae. Loài này được Keighery mô tả khoa học đầu tiên năm 2002.